# Rue Marietton
La rue Marietton est une voie du quartier de Vaise dans le 9e arrondissement de Lyon, en France. 

## Origine du nom
Elle est nommée ainsi en l'honneur de Joannès Marietton (1860-1914), homme politique lyonnais, notamment conseiller municipal, vice-président du conseil général du Rhône et député.

## Historique
Jusqu'en 1917, elle était nommée rue de la Pyramide, tout comme son tenant oriental, la place de la Pyramide, aujourd'hui place Valmy.

## Lieux remarquables
- Les quais de Saône.

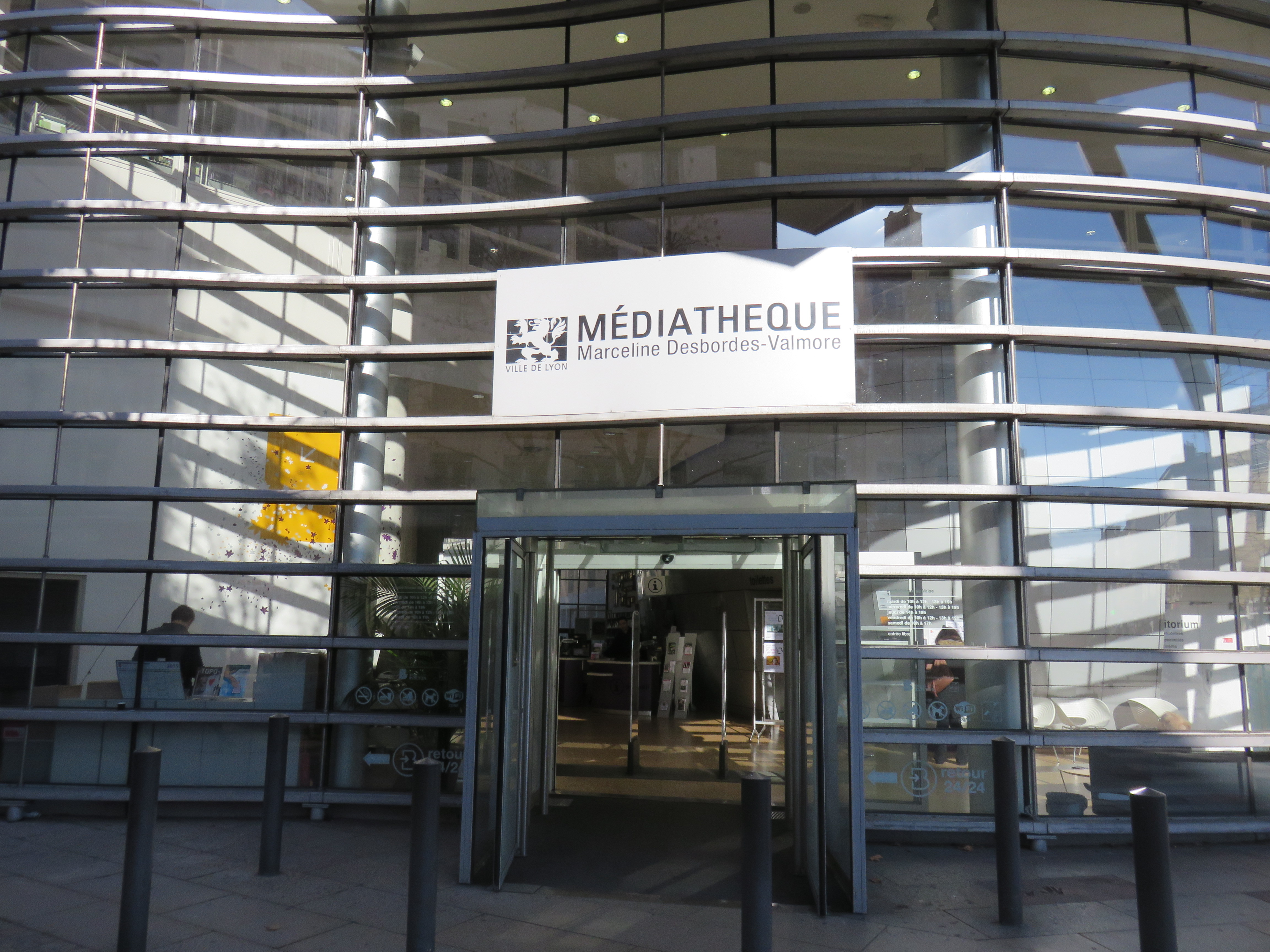
La médiathèque du 9e.

- Place Valmy et la station de métro Valmy.

Plan vectoriel de la partie Est de la rue Marietton.

- Médiathèque du 9e[2].

- Voies ferrées